# Fetutlin
Fetutlin (Fetoutlin, Tsit-o-klin-otin, Tsitoklinotin), jedna od bandi Han Indijanaca s Aljaske čije se istoimeno glavno selo u kasnoj drugoj polovici 19. stoljeća nalazilo kod kod ušća Forty Mile Creeka (Fortymile River). Prema Petroffu selo je imalo 106 stanovnika 1884.
Petroff ih u Rep. of Alaska (1880., str. 62) naziva i Davidov narod (David's people).